# Grades de l'armée nicaraguayenne
Cet article présente les grades en vigueur dans les Forces armées nicaraguayennes.
Ces grades ont été adoptées en 2010 en remplaçant les rangs de style cubain et leurs insignes respectifs qui ont été utilisés pendant une longue période, et sont basés sur les anciens rangs de la Garde nationale avant 1979 ainsi que les insignes de généraux et d'officiers suivant la pratique  sandiniste post-1979. 

## Grades d'officiers
| Type de Force                | Généraux            | Généraux      | Généraux           | Officiers        | Officiers          | Officiers            | Officiers         | Officiers               | Officiers           | Officiers |  |
| ---------------------------- | ------------------- | ------------- | ------------------ | ---------------- | ------------------ | -------------------- | ----------------- | ----------------------- | ------------------- | --------- |  |
| Armée de terre nicaraguyenne |                     |               |                    |                  |                    |                      |                   |                         |                     |           |  |
| Grade en espagnol            | General de Ejercito | Mayor General | General de Brigada | Coronel          | Teniente Coronel   | Mayor                | Capitán           | Teniente Primero        | Teniente            |           |  |
| Equivalent anglophone        | General of the Army | Major General | Brigadier General  | Colonel          | Lieutenant Colonel | Major                | Captain           | First Lieutenant        | Second Lieutenant   |           |  |
| Armée de l'air nicaraguyenne |                     |               |                    |                  |                    |                      |                   |                         |                     |           |  |
| Grade en espagnol            |                     |               |                    | Coronel          | Teniente Coronel   | Mayor                | Capitán           | Teniente Primero        | Teniente            |           |  |
| Equivalent anglophone        |                     |               |                    | Colonel          | Lieutenant Colonel | Major                | Captain           | First Lieutenant        | Second Lieutenant   |           |  |
| Marine nicaraguyenne         |                     |               |                    |                  |                    |                      |                   |                         |                     |           |  |
| Grade en espagnol            |                     |               | Contralmirante     | Capitán de Navio | Capitán de Fragata | Capitán de Corbeta   | Teniente de Navio | Teniente de Fragata     | Teniente de Corbeta | Alferez   |  |
| Equivalent anglophone        |                     |               | Rear admiral       | Captain          | Commander          | Lieutenant Commander | Lieutenant        | Lieutenant Junior Grade | Sub-lieutenant      | Ensign    |  |

## Grades de Warrant Officers
| Toutes forces         | Warrant Officers      | Warrant Officers      | Warrant Officers |  |
| --------------------- | --------------------- | --------------------- | ---------------- |  |
| Armée                 |                       |                       |                  |  |
| Grade en espagnol     | Suboficial Primero    | Suboficial Segundo    | Suboficial       |  |
|                       |                       |                       |                  |  |
| Equivalent anglophone | Chief Warrant Officer | Chief Warrant Officer | Warrant officer  |  |

## Grades des sous-officiers et hommes du rang
| Toutes forces         | Sous-officiers et hommes du rang | Sous-officiers et hommes du rang | Sous-officiers et hommes du rang | Sous-officiers et hommes du rang                      |  |
| --------------------- | -------------------------------- | -------------------------------- | -------------------------------- | ----------------------------------------------------- |  |
| Armée                 |                                  |                                  |                                  |                                                       |  |
| Grade en espagnol     | Sargento Primero                 | Sargento Segundo                 | Sargento Tercero                 | Soldado (Marino) de Primera                           |  |
|                       |                                  |                                  |                                  |                                                       |  |
| Equivalent anglophone | Sergeant First Class             | Staff Sergeant                   | Sergeant                         | Private 1st Class, Seaman 1st Class, Airman 1st Class |  |

Les uniformes des Private ne portent pas d'insignes.